# Oratorio di Santa Maria Vergine della Croce al Tempio
L'ex-oratorio di Santa Maria Vergine della Croce al Tempio è un edificio storico di Firenze, situato in via San Giuseppe, nei pressi di piazza Santa Croce. Appartenne alla Compagnia di Santa Maria della Croce al Tempio, ed èggi è un ambiente ad uso parrocchiale della vicina chiesa di San Giuseppe.

## Storia
La Compagnia di Santa Maria della Croce al Tempio, fondata a Firenze il 25 marzo del 1347, si curava soprattutto dell'assistenza e della preparazione spirituale dei condannati a morte ed ebbe la sua prima sede in questo oratorio. All'epoca anche questo tratto di via si chiamava via de' Malcontenti, perché attraversato dalle processioni dei condannati a morte, diretti ai partiboli fuori la Porta alla Giustizia (presso l'attuale piazza Piave). Il nome antico "al Tempio" deriva con buone probabilità dal fatto che qui fosse anticamente presente un ospedale Templare che, rimasto libero dopo il 1307 (soppressione dell'Ordine) fu affidato ad altri e infine ceduto alla Compagnia, che nel 1428 vi promosse importanti lavori di ampliamento e ristrutturazione grazie a un lascito ottenuto da Simone di Buonarrota (un antenato dei Buonarroti), ricordato da una lapide del 1633 nell'oratorio stesso, dettata da Michelangelo Buonarroti il Giovane. 
La Compagnia fu soppressa da Pietro Leopoldo di Toscana nel 1785, nell'ambito della riforma della vita religiosa del granducato. L'ospedale e le altre pertinenze di via dei Malcontenti furono ridotti a civili abitazioni, ma si salvò l'oratorio di via San Giuseppe, sebbene abbandonato e in disfacimento, che passò di mano per un breve periodo ad una Compagnia detta di San Carlo e poi in seguito usato come asilo mortuario per la parrocchia di San Giuseppe e alla fine definitivamente abbandonato.
Nel 1911 monsignor Luigi D'Indico, parroco di San Giuseppe, cominciò dei lavori di ristrutturazione ingaggiando l'architetto Giuseppe Castellucci, conclusi già nel 1912. La Compagnia fu poi rifondata il 1º gennaio 1912, anche se oggi esiste praticamente solo sulla carta.

## Descrizione

### Esterno
L'oratorio ha una facciata a capanna con grondaia sporgente, con paramento murario a vista fatto di pietre irregolari disposte a filaretto, al centro un portale in pietra, con lo stemma della Compagnia al centro e due battenti lignei neomedievali, dell'epoca del Castellucci, dove si riconoscono nei due polilobi superiori due stemmi, uno della Compagnia e l'altro non identificato, inquartato, nel 1° e 4° alla torre, nel 2° e 3° alla stella a otto punte.
Sopra il portone si apre un rosone e al lato del portale due strette finestre centinate, che originariamente davano luce a due stanzette interne, usate come sagrestia e deposito delle tuniche. Al lato dell'ingresso si trovano anche due portastendardi in metallo, probabilmente pure neomedievali. 

### Interno

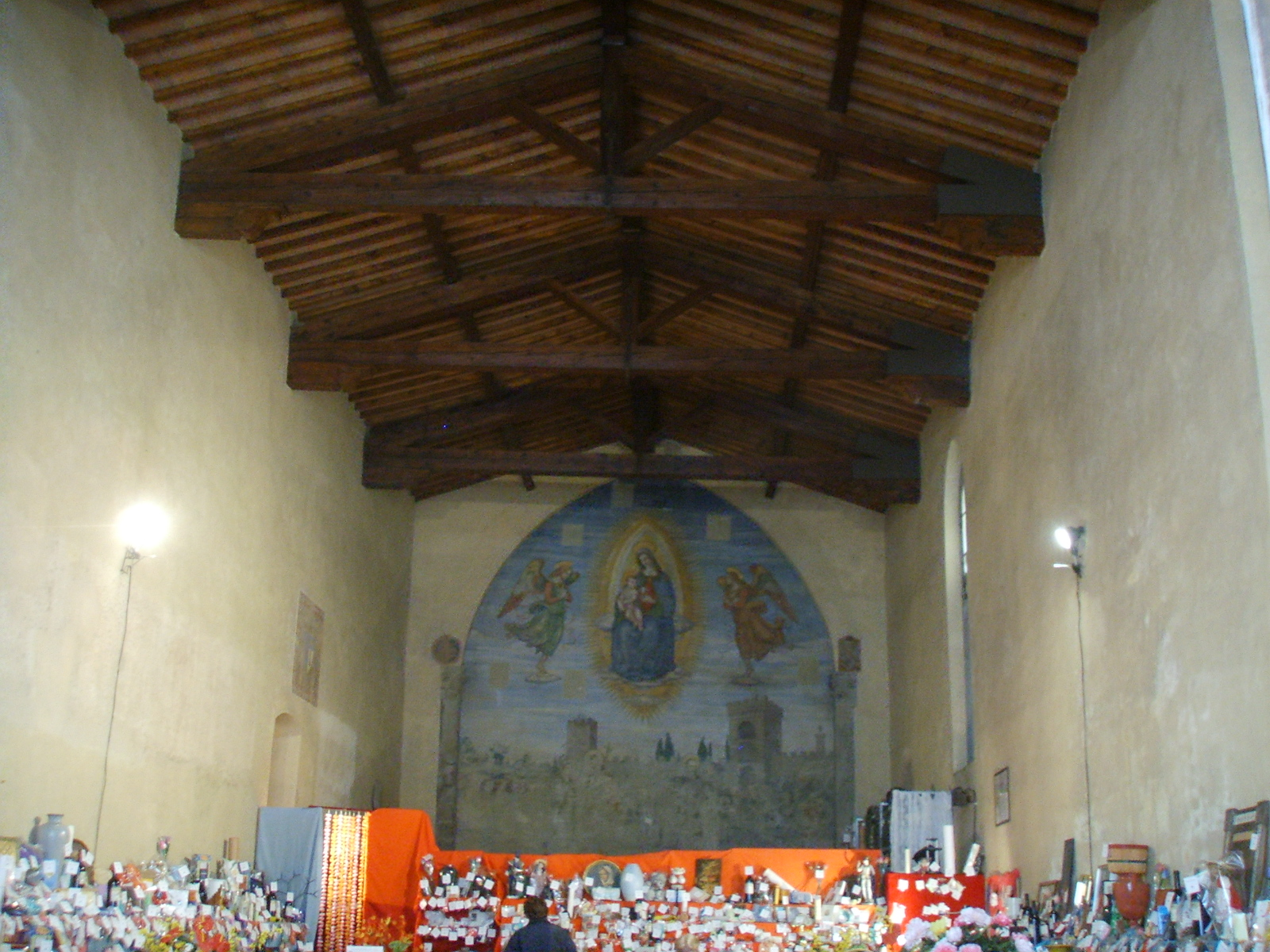
L'interno

L'interno dell'oratorio è un vano rettangolare a navata unica, con un pavimento in cotto e coperto da un tetto a capriate. Le due pareti laterali presentano due porte con stipiti ed architrave in pietra serena che chiudono due armadi a muro, e sei nicchie atte probabilmente a porvi dei lumi per le veglie notturne. Vicino al presbiterio si trovano due targhe, una delle quali è la memoria del 1633 fatta apporre da Michelangelo Buonarroti il Giovane per ricordare il generoso lascito di un suo avo nel 1428. 
L'affresco nell'arco ad ogiva della parete di fondo risale al 1928 ed è una celebrazione della Compagnia voluta dall'allora parroco della vicina chiesa di San Giuseppe, mons. Luigi d'Indico. Vi si vedono sullo sfondo le mura fiorentine con Porta San Niccolò e l'Arno, sotto la Madonna del Giglio in gloria tra due angeli, con riferimento all'immagine sacra adorata dai primissimi confratelli nel 1343, e due cortei si incontrano, quello proveniente da destra è dei confratelli, quello di sinistra è di personaggi illustri legati alla confraternita, a partire da Lorenzo il Magnifico, papa Eugenio IV, il Battista, san Francesco che indica la Vergine al Savonarola e Benito Mussolini. L'affresco risulta fortemente danneggiato dall'alluvione di Firenze del 1966.
Un piccolo mosaico con il volto di Cristo sulla parete destra, eseguito nel 1923, ricorda il nome di monsignor d'Indico, colui che riattivò la Compagnia.

### Pertinenze
Nel registro dei beni posseduti dalla Compagnia dell'anno 1548 si trova fra le proprietà: «Una casa a lato a la di sopra tiene il capelano per suo abitare. La proprietà era di Mona di Bartolomea donna di Tanino di Bartolomeo da Monte Cuccoli e che fu lasciata alla Compagnia». Questa casa si riferisce al terratetto in via San Giuseppe 12, a sinistra dell'oratorio, la quale sormonta con un'ala il tetto dell'oratorio stesso. Durante dei lavori di ristrutturazione furono trovati i primi due scalini di una scala a chiocciola che in verticale calava da questo vano superiore entrando nella chiesa, confermando che qui abitasse il cappellano, con un accesso diretto alla chiesa. La stessa scala oltre che raggiungere la stanza del cappellano, si apriva anche sul ballatoio (non più esistente) che nel 1912, dopo la rinascita della Compagnia, veniva usato per cantare le novene di Natale.
A sinistra della chiesa, in angolo con via de' Macci, si trovava poi l'ospedale di Santa Maria della Croce al Tempio, con la casa dello spedalingo staccata, all'angolo tra via San Giuseppe e via delle Conce.